# Aleksandr Moskalenko
Aleksandr Nikolaevič Moskalenko (in russo Александр Николаевич Москаленко?; Perejaslovskaja, 4 novembre 1969) è un ex ginnasta russo.
È stato campione olimpico a Sydney 2000 e medaglia d'argento olimpica a Atene 2004 nel trampolino individuale maschile.

## Carriera
Nella prima metà degli anni '90 Aleksandr Moskalenko ha vinto tre titoli mondiali nel trampolino individuale (1990, 1992, 1994) e due nel sincro (1992, 1994). Ai Campionati mondiali del 1990 ha partecipato in rappresentanza dell'Unione Sovietica, vincendo anche la medaglia d'oro nella gara a squadre e la medaglia d'argento nel sincro. Ai Campionati mondiali del 1992 ha partecipato in rappresentanza della Comunità di Stati Indipendenti, vincendo anche le medaglie d'oro nella gara a squadre e nel sincro. Inoltre, ai Campionati mondiali del 1994 ha vinto anche la medaglia d'argento nella gara a squadre.
Moskalenko, dopo essersi ritirato dall'attività agonistica, decise di tornare a gareggiare nel 1998, quando apprese che il trampolino individuale sarebbe diventato una disciplina olimpica ai Giochi Olimpici di Sydney 2000, diventando una disciplina ufficiale della Federazione Internazionale di Ginnastica (FIG) il 1 ° gennaio 1999. Moskalenko decise di sottoporsi a un rigoroso programma di allenamento per ristabilirsi nella parte superiore del ranking internazionale e qualificarsi per le Olimpiadi. Ai Campionati del Mondo del 1999, ha vinto l'oro nell'individuale e nel sincro.
Alle Olimpiadi del 2000 a Sydney, Moskalenko è diventato il primo campione olimpico nel trampolino individuale maschile, terminando la gara davanti all'Australiano Ji Wallace. L'anno seguente, vinse l'oro nell'individuale e nel sincro ai Campionati Mondiali del 2001. Ha vinto in seguito la medaglia d'argento nell'individuale ai Campionati del Mondo del 2003 dietro il tedesco Henrik Stehlik. Nella stessa edizione dei Campionati ha vinto anche la medaglia d'argento nella gara a squadre.
Moskalenko ha sofferto di mal di schiena durante tutto il 2004. Nonostante ciò, ha vinto la medaglia d'argento dietro l'ucraino Yuri Nikitin alle Olimpiadi del 2004 ad Atene. Si è ritirato il 30 luglio 2004 alla Dobrovolski World Cup a Krasnodar e fu presentato insieme ad un cavallo da corsa. Alla cerimonia erano presenti quasi trenta campioni di diversi sport.